# 信学会
学校法人信学会（がっこうほうじんしんがくかい）は、長野県を本拠に、教育事業を行う学校法人である。本部は長野県長野市南県町1003に所在する。
現在の組織は、2010年（平成22年）3月に学校法人信州学園が学校法人信学会と改称の上、グループの母体であった財団法人信学会と機能統合したものである。

## 概要
信学会グループを組織し、幼児・児童から大学受験生・社会人を対象にした教育事業を長野県内各地で展開しており、全国有数の総合教育機関を標榜している。
具体的には、いわゆる「信学会幼稚園・保育園」と総称される私立幼稚園・保育園による幼児教育、信学会ゼミナール・個別スクールPASSによる、小・中・高校生を主に対象とした学習指導・支援、長野、上田、信州の3予備学校（「信学会3予備学校」）による大学受験指導、佐久長聖中学・高等学校による中等教育などである。社会人教育は、信濃毎日新聞（信毎）、信越放送（SBC）、電算と共同で設立した長野県カルチャーセンターによるカルチャースクール、信学会本体による英会話教室などにより展開されている。
高校入試シーズンにSBCテレビで放映される「高校入試チェック&ゴール」のテキスト監修と放送での問題解説で制作協力している。また、長野県高等学校入試の正解速報の作成、テレビ放送での解説でも協力している。
グループは、学校法人信学会のほか、学校法人聖啓学園、社会福祉法人信州福祉会、社会福祉法人栗田保育園などで組織されている。

## 沿革
- 1953年（昭和28年）1月 - 財団法人信学会を設立
- 1957年（昭和32年）7月 - 長野市新田町に長野ホームスクールを開設
- 1959年（昭和34年）4月 - 長野ホームスクールを長野市上松に移転。松本市に松本ホームスクール、上田市に市川学園（上田ホームスクール）を同時に開校し、長野県公認の各種学校となる
- 1962年（昭和37年）6月 - 長野県知事より設置認可を受け、長野市に長野大学予備校を開校
- 1963年（昭和38年）9月 - 上田市常入に信学会上田支部を置く
- 1964年（昭和39年）
  - 4月 - 佐久市岩村田に佐久高等学校（現 佐久長聖高等学校）を開校
  - 7月 - 信学会グループとしては初の幼稚園となる、安茂里幼稚園を長野市安茂里に開園
- 1966年（昭和41年）4月 - 長野市柳原に昭和幼稚園を開園
- 1967年（昭和42年）
  - 1月 - 信学会英会話教室(SLEC)を開室
  - 4月 - 長野市上松に長野幼稚園、上田市中央西に上田幼稚園、小諸市野岸に小諸野岸幼稚園を開園
- 1968年（昭和43年）
  - 4月 - さゆり幼稚園（埴科郡戸倉町、現 千曲市）が信学会幼稚園の姉妹園となる
  - 5月 - しらかば幼稚園（小諸市小原）が信学会幼稚園の姉妹園となる
- 1970年（昭和45年）
  - 4月 - 松本市野溝に松本南幼稚園、松本市笹賀に松本市笹賀保育園（現 松本保育園）を開園
  - 6月 - 長野市伊勢宮に裾花幼稚園を開園
- 1972年（昭和47年）9月 - 上田市上田原に上田南幼稚園を開園
- 1974年（昭和49年）4月 - 長野市若槻団地に長野北幼稚園を開園
- 1975年（昭和50年）3月 - 佐久市猿久保に佐久幼稚園を開園
- 1978年（昭和53年）4月 - 松本市神林に松本神映幼稚園を開園
- 1980年（昭和55年）4月 - 松本市芳川小屋に松本やまびこ保育園を開園
- 1981年（昭和56年）3月 - 現在地（長野市南県町）に事務局（本部）を移転
- 1982年（昭和57年）
  - 5月 - どんぐり教室（就園前教室）開室
  - 7月 - 信学会体育教室・ピアノ教室開室
- 1983年（昭和58年）4月 - 長野大学予備校、信州予備校の姉妹校として、信大早慶セミナー（現 上田予備学校）を上田市に開校
- 1985年（昭和60年）4月 - 信毎、SBC、電算とともに長野市に長野県カルチャーセンター設立
- 1995年（平成7年）4月 - 佐久高等学校に佐久長聖中学校を併設して長野県初の中高一貫校化。佐久長聖中学・高等学校となる
- 1998年（平成10年）4月 - 予備校部門が駿台予備学校と教務提携し、信学会3予備校の名称をそれぞれ長野予備学校、信州予備学校、上田予備学校と改称
  - 1998年3月以前は、通信衛星授業のみ河合塾と提携関係にあった
- 2003年（平成15年）4月 - 北安曇郡白馬村に白馬幼稚園、南佐久郡臼田町（現 佐久市）に臼田幼稚園（現 佐久南幼稚園）を開園
- 2006年（平成18年）4月 - 茅野市玉川に玉川どんぐり保育園を開園
- 2008年（平成20年）
  - 4月 - 長野市鶴賀の栗田保育園が信学会幼稚園保育園の姉妹園となる
  - 9月 - 個別スクールPASSの1号校舎（長野運動公園前校）を長野市吉田五丁目に開校
- 2010年（平成22年）3月 - 学校法人信州学園を学校法人信学会に改称、財団法人信学会と機能統合
- 2013年（平成25年）10月 - 松本市の才教学園小学校・中学校と提携、理事を派遣
- 2014年（平成26年）4月 - 上田市にプログラミング教育を特色とした通信制高校のコードアカデミー高等学校を開校する。
- 2018年（平成30年）4月 - 岡谷市に信学会グループ初の幼保連携型認定こども園信学会東堀保育園を開園